# ヴァルター・ハイトラー

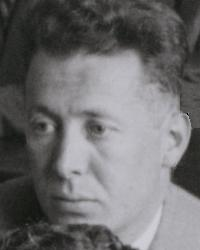
Walter Heitler, 1937

ヴァルター・ハインリヒ・ハイトラー（Walter Heinrich Heitler, 1904年1月2日 - 1981年11月15日）は、ドイツの物理学者。ユダヤ系。

## 生涯
カールスルーエ生まれ。ベルリン大学およびミュンヘン大学で学び、アルノルト・ゾンマーフェルトの教えを受け、ミュンヘン、ベルリン、チューリッヒ、ゲッティンゲンで研究を行った。
1927年フリッツ・ロンドンと水素分子の結合力に関するハイトラー-ロンドンの方法（原子価構造理論）を発表した。この理論はその後ジョン・スレーターとライナス・ポーリングらによって原子価結合法（valence bond, VB 法）へと発展する。
1929年にゲッティンゲン大学講師となり、ナチス政権に反対して渡英し、1941年から1949年の間アイルランドのダブリンで研究し1949年チューリッヒ大学の教授となった。1948年王立協会フェロー選出。
ハンス・ベーテと輻射に関するベーテ＝ハイトラーの公式など宇宙線の分野にも業績を残した。